# أحمد اليعاري
أحمد عبد الله اليعاري (مواليد 16 يناير 2000) هو عداء يمني متخصص في سباق 400 متر. مثّل اليمن في دورة الالعاب الاولمبية الصيفية 2020. وهو صاحب الرقم القياسي اليمني في سباق 200 و400 متر.

## المسار الرياضي
بدأ اليعاري مسيرته الدولية لليمن في بطولة آسيا لألعاب القوى للشباب 2017. ثم تنافس في بطولة آسيا لألعاب القوى حيث احتل المركز 24. كان من المقرر أن يمثل اليمن في بطولة العالم لألعاب القوى تحت 20 سنة 2018 في سباق 400 متر، لكنه لم يبدأ.
في أبريل 2019 في بطولة آسيا لألعاب القوى، حطم اليعاري الرقم القياسي الوطني اليمني في سباق 400 متر بزمن 48.27. في سبتمبر 2019 في بطولة العالم لألعاب القوى، حطم اليعاري الرقم القياسي الوطني اليمني في سباق 200 متر بزمن 22.37.
مثل اليعاري اليمن في أولمبياد صيف 2020 في سباق 400 متر.

## المسابقات الدولية
| العام       | المسابقة                                  | المكان           | المركز           | حدث         | ملاحظة        |
| تمثيل اليمن | تمثيل اليمن                               | تمثيل اليمن      | تمثيل اليمن      | تمثيل اليمن | تمثيل اليمن   |
| ----------- | ----------------------------------------- | ---------------- | ---------------- | ----------- | ------------- |
| 2017        | بطولة آسيا لألعاب القوى للشباب            | بانكوك، تايلاندا | الخامس           | 1500 متر    | 4:02.51       |
| 2017        | بطولة آسيا لألعاب القوى 2017              | بوبانسوار، الهند | الرابع والعشرون  | 800 متر     | 1:55.86       |
| 2018        | بطولة العالم لألعاب القوى تحت 20 سنة 2018 | تامبيري، فلندا   | —                | 400 متر     | لم يبدأ       |
| 2019        | بطولة آسيا لألعاب القوى 2019              | الدوحة، قطر      | السابع والعشرون  | 200 متر     | 22.34         |
| 2019        | بطولة آسيا لألعاب القوى 2019              | الدوحة، قطر      | الثاني والعشرون  | 400 متر     | 48.27رقم وطني |
| 2019        | بطولة العالم لألعاب القوى 2019            | الدوحة، قطر      | التاسع والأربعون | 200 متر     | 22.37رقم وطني |
| 2021        | دورة الألعاب الأولمبية الصيفية 2020       | طوكيو، اليابان   | الثامن           | 400 متر     | 48.53         |